# Danganronpa 2: Goodbye Despair
Danganronpa 2: Goodbye Despair (スーパーダンガンロンパ2 さよなら絶望学園, Sūpā Danganronpa Tsū: Sayonara Zetsubō Gakuen, lit. Super Danganronpa 2: Goodbye Despair Academy) es un videojuego de aventura en forma de novela visual desarrollado por Spike Chunsoft.  
Es la secuela del videojuego Danganronpa: Trigger Happy Havoc.  
Fue estrenado primero en Japón para la plataforma PSP el 26 de julio de 2012. El 10 de octubre de 2013 se publicó la adaptación para PlayStation Vita y se estrenó en América del Norte y Europa por NIS América en septiembre de 2014. El 18 de abril de 2015 se publicó la versión para Windows. El 10 de mayo de 2022 llegó a Xbox One y la Microsoft Store en Windows 10 como Xbox Play Anywhere.
El juego gira alrededor de 16 estudiantes atrapados en la Isla Jabberwock donde el oso Monokuma
(antagonista del primer Danganronpa) y Monomi toman el control de la isla y los obliga a estar en su "Juego de la Matanza". 

## Sistema de juego
Igual que como el primer juego, Danganronpa 2 se divide en tres etapas:
Exposición: Es una etapa obligatoria donde se desarrolla la mayoría de la trama. Aquí el jugador tiene que explorar la isla dependiendo de los objetivos de cada capítulo además de recolectar figuras de Monokuma escondidas en cada escenario y Monocoins de los cuales puedes comprar regalos para dárselos a tus compañeros y desarrollar rápidamente la relación.
- Eventos Libres: Es una etapa secundaria que gira alrededor de Exposición. Cada 3 o 4 veces el jugador tendrá la oportunidad de convivir con sus compañeros y obtener Fragmentos de la Esperanza de los cuales puedes canjear por ayuda especial para el Juicio Escolar.

Investigación: Al descubrir un cadáver, el jugador tendrá que reunir suficientes evidencias para el Juicio Escolar. Cuando el jugador reúne todas las evidencias Monokuma convocará a todos los estudiantes dando comienzo al juicio.

Juicio Escolar: La etapa más importante y destacada de toda la saga Danganronpa. Esta etapa se basa en minijuegos de agilidad y destreza además de tener que señalar correctamente las evidencias reunidas, lugares de la escena del crimen y principales sospechosos o responder preguntas. El Juicio se compone en 6 minijuegos:
- Nonstop Debate: El más numeroso del Juicio. El jugador tiene que ver la discusión de sus compañeros sobre la escena del crimen y "disparar" a la contradicción de color naranja que se dé en dicha discusión con la evidencia correcta en forma de bala. A diferencia del anterior juego, aquí puedes disparar a un argumento correcto (Color azul) de un estudiante defendiendo lo que dice.
- Hangman's Gambit: Igual que el Anagrama de la Epifanía del anterior juego solo que esta es más difícil. Aquí tendrás que formar la palabra correcta con las letras que aparecen por toda la pantalla. Si dos letras de diferentes colores colisionan causará daño a tu barra de credibilidad.
- Panic Talk Action (PTA): Conocido en el anterior juego como Bullet Time Battle (BTB), es un minijuego rítmico donde tendrás que destruir las defensas del culpable. Al destruirlas todas, tendrás que formar correctamente la oración que destruirá la contradicción del culpable.
- Closing Argument: En forma de cómic, el jugador deberá "relatar" toda la escena del crimen. A diferencia del anterior juego, el cómic se divide en fases.
- Rebuttal Showdowns: Un nuevo minijuego. Un estudiante podrá contradecir lo que digas a lo largo del juicio lo que puede iniciar este minijuego. El objetivo es "cortar" los argumentos del estudiante y cuando aparezca la contradicción esta debe ser cortada con la evidencia correcta en forma de espada.
- Logic Dive: Un nuevo minijuego. Al estilo del snowboarding, el jugador debe patinar evitando los obstáculos y precipicios. Ya terminando, al jugador se le dará una pregunta que se responde eligiendo uno de los caminos que se le den. El camino correcto hará que el jugador avance mientras que los otros harán que se caiga en un precipicio haciéndole daño a su barra de credibilidad.

El juego también incluye una mascota virtual de la cual se desarrolla con cada paso que des en la Isla y su forma (Esperanza y Desesperación) dependerá de como la cuides. Además incluye tres historias adicionales: Magical Girl Miracle Monomi en el cual el jugador controla a Monomi que trata de vencer a las Monobestias (Robots gigantes creados por Monokuma para evitar que los estudiantes vayan a las otras islas), el Modo Isla donde el jugador puede convivir en paz con los otros estudiantes y ganar Fragmentos de la Esperanza fácilmente y Danganronpa IF, una historia alternativa del primer juego donde los estudiantes no están implicados en el Juego de la Matanza.

## Argumento

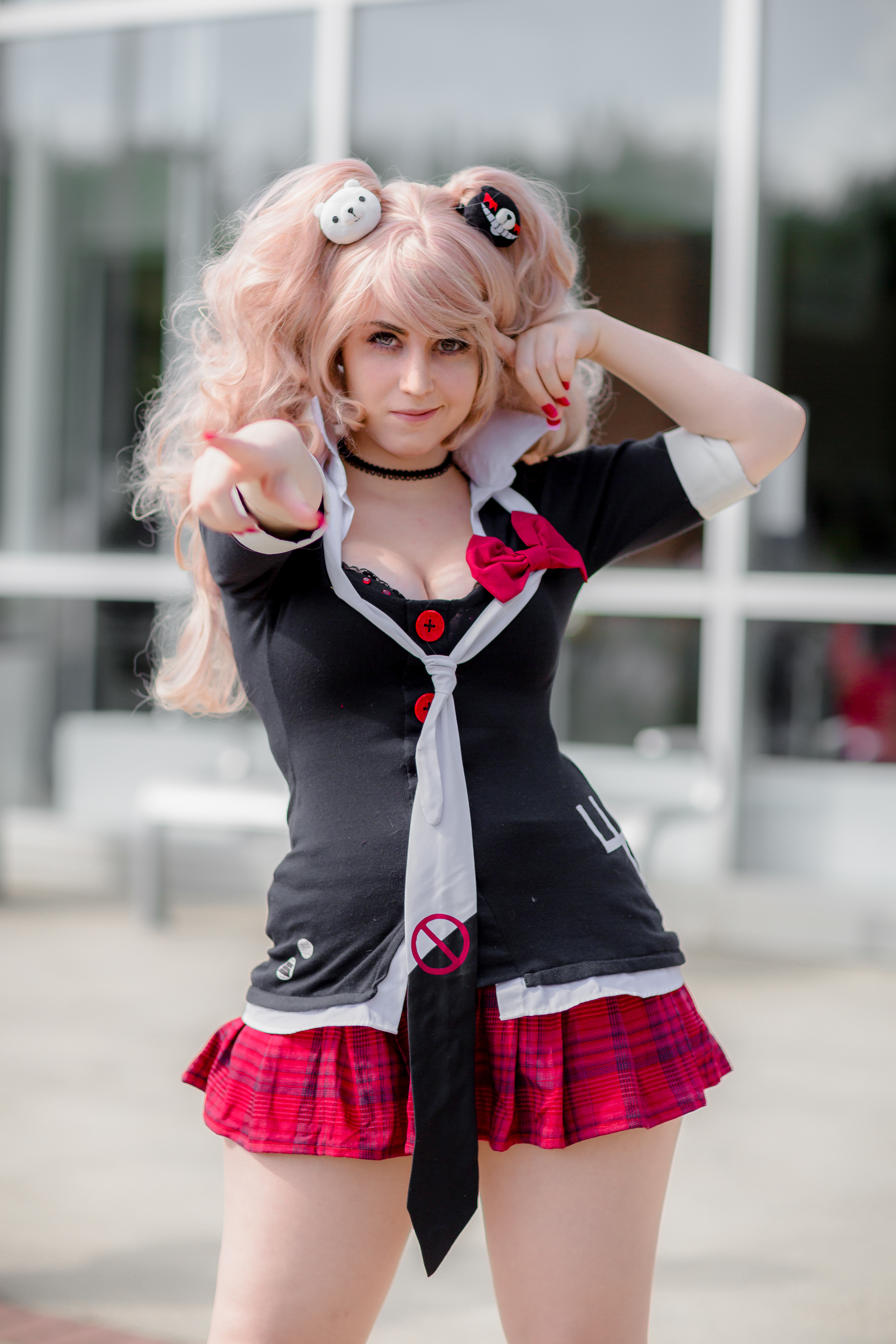
Cosplay de Junko Enoshima en Animethon 2014.

El jugador encarna a Hajime Hinata, un joven estudiante que acababa de ingresar a Hope's Peak Academy. Al estar en un salón con sus 15 compañeros de clases, todos son abordados por una coneja rosa parlante llamada Usami que revela que están en la isla Jabberwock y que no los dejará salir hasta que todos hayan conseguido sus Fragmentos de la Esperanza teniendo vínculos fraternos.
Al ver su situación actual, Hinata se desmaya y es despertado por un estudiante llamado Nagito Komaeda, el Super Duper High School Level Luckster (Suertudo Definitivo de Preparatoria). Este le pregunta a Hinata su talento pero Hinata no lo recuerda, es más, no recuerda nada de lo que sucedió antes de entrar a Hope's Peak por lo que no tiene más remedio que denominarse el Super Duper High School Level ¿? (¿? Definitivo de Preparatoria).
Todos los estudiantes se divierten en la isla (salvo Hajime que desconfía de Usami) hasta que Monokuma irrumpe en el lugar. Usami trata de echarlo pero, en una forma bizarra, los dos pelean, resultando vencedor Monokuma, al romper la varita mágica de Usami. Además, le da un parecido a él y la denomina Monomi. Monokuma se auto-proclama director de la Isla e impone su Juego de la Matanza en el cual, si un estudiante quiere salir de la isla, deberá matar a un compañero suyo sin ser descubierto por los otros en un Juicio. Si este no es descubierto, podrá irse de la isla mientras que los otros serían ejecutados, pero si los otros estudiantes lo descubren, solo el culpable será ejecutado.
Y para la desgracia de todos, Monokuma revela que se suponía que debía haber 15 estudiantes y no 16, lo que significaría que entre ellos hay un traidor que, según Monokuma, pertenece a un grupo de Destructores de Mundos, además que en una plaza de la isla hay un extraño reloj que cuenta atrás los días para un evento desconocido. A lo largo del juego, los asesinatos van ocurriendo así como las revelaciones. En el capítulo 4, Nagito obtiene un archivo de toda la verdad acerca de los Destructores de Mundos y sobre el traidor al superar El Cuarto Final de la Muerte en un parque de diversiones, haciendo que este sea distante y cruel con los otros. En el capítulo siguiente, Nagito hace un estratégico plan de suicidio para que los otros estudiantes sean ejecutados a excepción de Chiaki Nanami, la Super Duper High School Level Gamer (Jugadora Definitiva de Preparatoria), por desconocidas razones para los demás. En el Juicio, Chiaki se revela como la traidora y como una IA (inteligencia artificial) de la Fundación del Futuro, a los que Monokuma llamaba Destructores de Mundos, para espiar el progreso de los 15 estudiantes. También Chiaki se responsabiliza por el suicidio de Nagito, haciendo que esta sea ejecutada junto con Monomi al revelarse que estas trabajaban juntas.
Con la ejecución de Chiaki, los supervivientes investigan y descubren que la isla no es más que una realidad virtual llamada "Neo Program World" creada por la Fundación del Futuro. Lo peor de todo sería revelado cuando Hajime descubre que los 15 estudiantes son los Super Duper High School Level Despairs (Desesperaciones Definitivas de Preparatoria), los estudiantes que, con Junko Enoshima (antagonista del anterior juego) y Mukuro Ikusaba, trajeron la destrucción y la desesperación al mundo, la cual se denominó "El suceso más trágico, más grotesco y más terrible de la historia de la humanidad". Nagito, al saber esto a través del archivo que le dio Monokuma, perdió la cordura y quiso hacer que todos fueran ejecutados a excepción de Chiaki por no ser uno de ellos.
La Fundación del Futuro había atrapado a todas las desesperaciones y los introdujo en la realidad virtual encarnados en sus apariencias más jóvenes con la intención de rehabilitarlos y que olviden la desesperación. Hajime descubre también que su falta de memoria se debe a que él es la mente maestra del grupo siendo su verdadero nombre Izuru Kamukura, el Super Duper High School Level Hope (Esperanza Definitiva de Preparatoria), quien se aburrió de la paz que habitaba en el mundo y ayudó a Junko a traer la Desesperación.
Monokuma revela ser una versión virtual de Junko Enoshima y que se infiltró en la realidad virtual como un virus con la intención de llevar de nuevo a los 15 estudiantes a la desesperación y que si la cuenta atrás del reloj de la plaza llegase a su fin, del cual le queda muy poco, el mundo se glitcheará, haciendo que los estudiantes supervivientes vuelvan al mundo real pero con su estado de Desesperación. Junko les da la opción de volver a la realidad y que los estudiantes fallecidos sean encarnados por Junko.
Cuando todos quedan desconcertados y sin opciones, Makoto Naegi, Kyoko Kirigiri y Byakuya Togami (protagonistas del primer Danganronpa y miembros de la Fundación del Futuro) aparecen en la isla dándoles otra opción a los supervivientes: reiniciar el Neo Program World y olvidar todo lo que sucedió en la isla, además de que sus compañeros asesinados o ejecutados permanecerán en coma en el mundo real, pero frustraría los planes de Junko. Todos dudan ya que no quieren perder a sus amigos fallecidos y menos sus recuerdos, pero Hajime convence a todos que es la mejor opción.
Finalmente, los estudiantes deciden reiniciar el sistema, lo que hace que el alter ego de Junko y el reloj sean borrados del Neo Program World. Los supervivientes deciden quedarse en la isla para buscar una manera de "resucitar" a sus compañeros en coma. Naegi, Kirigiri y Togami salen del mundo virtual, este último dice que hay muy pocas posibilidades que los estudiantes fallecidos despierten pero Naegi cree que encontrarán la manera, ya que ellos tienen esperanza y no desesperación como antes.

## Recepción
Danganronpa 2 tuvo un mayor éxito que su predecesor, llegando al top 5 y vendiendo más de 69.000 copias en su semana de apertura. Famitsu dio al juego una puntuación de 37/40, y fue votado el mejor juego de 2012 por sus lectores, con una puntuación 9.79/10 entre los usuarios.
El juego recibió también críticas positivas durante su lanzamiento en Estados Unidos. Hardcore Gamer  puntuó el juego con un 4.5/5, y PushSquare le dio un 8/10. Cubed3, por su parte, otorgó un 9/10, destacando una "trama excepcional que es tan emocionante como el primer juego."